# Ludwig Schuster (Politiker)
Ludwig Schuster (* 19. Januar 1907 in Ludwigshafen am Rhein; † 20. Februar 1976 ebenda) war ein deutscher Politiker (CDU).

## Leben
Schuster war Chemotechniker und bei Raschig in Ludwigshafen am Rhein tätig. Nach dem Zweiten Weltkrieg war er Gründungsmitglied der Ludwigshafener CDU. Von 1948 bis 1968 wurde er in den Stadtrat gewählt. Er gehörte von 1955 bis 1967 als Abgeordneter dem rheinland-pfälzischen Landtag an. Die Stadt Ludwigshafen zeichnete ihn 1969 mit dem Ehrenring aus.

## Ehrung
Das Land Rheinland-Pfalz ehrte ihn mit der Verleihung der Freiherr-vom-Stein-Plakette.